# 김용준 (성우)
김용준(1968년 8월 24일 ~ )은 대한민국의 성우, 배우이자, 연극인, 영화인으로, 1987년 사극 영화 《연산일기》의 단역(내관 사복도 역)을 통해 배우로 처음 데뷔를 했고, 1995년 2월에 중앙대학교 예술대학 연극영화학과(학사, 87학번 출신.)를 나왔다.
1987년에 임권택 감독의 작품인 사극 영화 《연산일기》의 단역(사복도 역)을 통하여 영화 배우로 첫 데뷔를 했었고, 1년 후 1988년 연극 《아버지와 아들》의 조연(니콜라이 역)을 통하여 연극 배우로 데뷔하였다. 같은해(1988년)에 박용준 감독의 시골 풍경 영화 《보릿고개》의 단역(주창현 역)을 두번째 영화 작품이자 끝으로써, 영화 분야에는 사실상으로 마지막 출연하였다. 그 이후 1992년에 KBS 사극 드라마 《삼국기》에 단역(연남산 역)으로 하여금 처음으로 드라마에 출연하였으며, 이듬해 1993년 4월, KBS 한국방송공사 공채 15기 탤런트로 커리어를 쌓았고, 1997년 9월, MBC 문화방송 공채 14기 성우로 전향하였다.

## 출연 작품

### TV 방송
- CSI 과학수사대 (MBC) - 앨 로빈스 (로버트 데이비드 홀)
- CSI 뉴욕 (MBC) - 비니 마리노 (크리스티안 스벤손)
- 섀도우파이터 (MBC) - 치앙카
- 24 (MBC)
- 닥터 슬럼프 (MBC) - 가라
- 말괄량이 삐삐 1998 (MBC) - 클랭
- 부메랑 파이터 (MBC)
- 토미와 오스카 (MBC)
- 돌고래 플리퍼 (MBC)
- 톰과 제리 (MBC)
- 와 이 멋진세상 (MBC) - 나레이션
- 아이 삼국유사 (SBS)
- 홍길동 어드벤처 (SBS) - 먹쇠
- 내 꿈은 온에어 (KBS) - 이무열 선생님
- 치카치카 폼폼이 (KBS) - 부르부르
- 해머보이 망치 - 할아버지
- 에그보이 코루 (MBC)
- 마법천자문 (MBC) - 돈킹
- 헌터X헌터 (애니원) - 다르초르네
- 골프천재 탄도 (챔프) - 탄도 아버지
- 닌자의 왕 (애니맥스) - 쿠모히라 토바리 듀랜달
- 유리함대 (애니맥스) - 바닷트
- 카미츄! (애니맥스)
- 에어리어 88 (애니맥스) - 구스타프
- 초성신 그란 세이저 (챔프) - 덴츠인 아키라 / 해설
- 이나중 탁구부 (XTM) - 무대포 / 왕바위 선생
- 천계왕자 칭칭 (재능TV) - 슈퍼 데블
- 지옥소녀 (애니맥스) - 코로
- 몬스터 (투니버스) - 형사
- 짱구는 못말려 (SBS) - 이현우
- 스피어즈 (MBC) - 포포미아 재상
- 피블의 모험4 (MBC 무비스) - 타이거
- 손오공 : 돌원숭이의 탄생 - 저팔계 / 사오정
- 바시르와 왈츠를 (MBC) - 카미 찬
- 명탐정 코난 (애니맥스) - 김동영
- 명란이 매콤해 (KNN) - 토시유키
- 헬로 카봇 (KBS) - 차산, 제스티
  - 극장판 헬로 카봇: 백악기 시대 - 차산
  - 극장판 헬로 카봇: 옴파로스 섬의 비밀 - 차산, 코어
  - 극장판 헬로 카봇: 달나라를 구해줘! - 차산
- 싸커보이 토토 (MBC) - 축구 캐스터, 코바 감독, 택시 운전사
- 다이노코어 (SBS) - 파브로, 비토
- 꾸러기 케라톱스 코리요 (KBS) - 브라키오
- 극장판 고스트 메신저 - 할아버지
- 파이널 판타지(MBC) - 엘리엇(맷 맥켄지)

### 라디오 방송
- 만화열전-라비헴 폴리스 (MBC) - 라인
- 만화열전-레드문 (MBC) - 근위대장
- 만화열전-삼국지 (MBC) - 여포
- 만화열전-감격시대 (MBC) - 영철

### 영화 (출연작)
- 연산일기 (1987년) - 사 내관(환관 사복도) 역(단역)
- 보릿고개 (1988년) - 행인 청년 주창현 역(단역)

### 연극 (출연작)
- 아버지와 아들 (1988년) - 우체부 니콜라이 역(조연)

### 텔레비전 드라마 (출연작)
- 삼국기 (1992년, KBS1) - 연남산 역
- 굿모닝 영동 (1993년, KBS2)
- TV 손자병법 (1993년, KBS2)
- 드라마 게임(1993.07.18.) - 신 신데렐라 (1993년, KBS2)
- 대추나무 사랑 걸렸네 (1993년, KBS1) - 면사무소 복무 제대 말년기 방위병 역
- 내일은 사랑 (1994년, KBS2) - 안휘보[1] 역
- 한명회 (1994년, KBS2) - 초야 선비 남효례(훗날 김시습 선생의 장인) 역
- 딸부잣집 (1994년, KBS2) - 김병태[2] 역
- 찬란한 여명 (1995년, KBS1)
- 하얀 민들레 (1996년, KBS1)
- 스타트 (1997년, KBS2) - 1997년 3월 초에 공군 사병 입대 예정인 1997년 2월 당시 만23세 경기도 수원 청년 역
- 전원일기 (1998년, MBC) - 각종 단역
- 아버지와 아들 (2001년, SBS) - 오대춘[3] 역
- 역사탐구 과거와의 대화 (2001년, EBS) - 각종 단역
- TV로 보는 원작 동화(2002.11.20.) - 그림자 없는 아이 (2002년, EBS) - 신재준[4]역
- 베스트 극장(2006.11.11.) - 너네 호영이 (2006년, MBC) - 황덕보[5] 역
- 대왕 세종 (2008년, KBS2) - 오 내관(환관 오근) 역
- 대풍수 (2012년, SBS) - 한약(공민왕 시대 말기의 관료) 역
- 산 너머 남촌에는 시즌 2 (2014년, KBS1) - 서병익 역
- 기황후 (2014년, MBC) - 덕흥군 왕혜 역

### 텔레비전 시트콤 (출연작)
- 여자 대 여자 (1998년, MBC) - 문화대 의대 종합병원 레지던트 전공의 역
- 남자 셋 여자 셋 (1998년, MBC) - 김용림 여사의 아는 제주도 지인 역
- 뉴 논스톱 (2001년, MBC) - 박용준[6] 역

### 영화 (더빙작)
- 프로젝트 B(MBC) - 장건 (장지림)
- 히트 (MBC)
- 유리의 성 (MBC)
- 탑건 (SBS) - 슬라이더 (릭 로소비치)
- 더 캣 (SBS) - 케이트 (클린트 하워드)
- 할로우 맨 (SBS) - 노숙자(지미 F. 스캐그스) / TV 방송 진행자
- 터미네이터 3 (SBS) - 벨(마크 힉스)
- 아저씨 우리 결혼할까요? (SBS) - 켈빈(초홍막) / 레오(찬유기)
- 아일랜드 (SBS) - 휘트먼(킴 코츠) / 산부인과 의사(필 에이브람스) / 경비원(알렉스 카터)
- 신용문객잔 (MBC)
- 나쁜 녀석들 2 (MBC) - 조니의 부하(오토 산체즈)
- 캐리비안의 해적: 망자의 함 (MBC) - 침몰된 배의 선원(사이먼 미콕)
- 미션 임파서블 3 (MBC) - 존 머스그레이브 (빌리 크루덥)
- 반지의 제왕2 (SBS) - 파라미르 (데이비드 웨넘)
- 마이티(SBS)
- 아마게돈(SBS) - 칙
- 캣우먼(SBS) - 살인범(마이클 마시)
- 스쿠비 두 2(SBS) - 네드(자프 파루) / 남자(마크 버제스)
- 세 남자와 아기 바구니 : 18년 후(SBS)
- 콜래트럴 데미지(SBS) - 드레이(해리 레닉스)
- 스파이 키드 2: 잃어버린 꿈들의 섬(SBS) - 플립(앨런 커밍) / 딩키(빌 팩스턴)
- 고스트 독(SBS) - 프랭크(리처드 포트노)
- 컨피던스(SBS) - 루퍼스(프랭키 G) / 알(루이스 롬바르디)
- 오션스 트웰브(SBS) - 바셔 (돈 치들)
- 콘스탄틴(SBS) - 발사자르(개빈 로즈데일)
- 레이싱 스타라이프스(SBS) - 러프쇼드(말) (마이클 로젠바움)
- 아이덴티티(SBS) - 루(윌리엄 리 스콧)
- 배트맨 비긴즈(SBS) - 조나단 크레인 박사 (킬리언 머피) 외
- 슈팅 라이크 베컴(SBS)
- 콘 에어(SBS) - 심스(호세 수니가) / 프랑시스코(제스 보레고) / 조종사(프레드릭 렌)
- 아스테릭스(SBS)
- 히 갓 게임(SBS)
- 선택(SBS)
- 바이센테니얼 맨(SBS) - 빌 페인골드 (존 마이클 히긴즈)
- 유니버셜 솔져2(SBS) - 세스
- 에어 포스 원(SBS)
- 사관과 신사(MBC)
- 콘 에어(MBC) - 조종사(프레드릭 렌)
- 대진제국(MBC) - 신불해
- 본 얼티메이텀(MBC) - 크로닌 (톰 갤로프) 외
- 촉산전(MBC)
- 마르셀의 여름(MBC)
- 아들의 방(MBC)
- 은밀한 유혹(MBC)
- 마스크 오브 조로(MBC)
- 겜블(MBC)
- 코어(MBC) - 브래즐턴 박사 (델로이 린도) / 티민스(디온 존스톤) / FBI 요원(글렌 모샤워)
- 버드가의 섬(MBC) - 괼러 / 독일 장교
- 식스팩(MBC) - 필립 (프레데리크 디팡탈)
- 빅 대디(MBC) - 케빈 (존 스튜어트)
- 익스트림OPS(MBC) - 사일로 (조 압솔롬)
- 신투첩영(MBC) - 타이탄 (왕합희)
- 스틸(MBC) - 제리(톰 맥카뮈스)
- 엑스 VS 세버(MBC) - 해리 (테리 천)
- 동방삼협2(MBC) - 금 회장
- 아나콘다(MBC) - 게리 (오언 윌슨)
- 부라보 투 제로(MBC) - 마크
- 미이라(MBC)
- 영웅신탐(MBC)
- 스피시즈(MBC)
- 라이징 선(MBC)
- 긴급명령(MBC)
- 친니친니(MBC)
- 룰스 오브 인게이지먼트(MBC)
- 카오스 팩터(MBC)
- 아이언 이글(MBC)
- 고스트 앤 다크니스(MBC)
- 어비스(MBC)
- 식스티 세컨즈 (SBS) - 애틀리 잭슨 (윌 패튼) / 제임스 (아리 그로스)
- 미스 에이전트2(SBS) - 제프 포먼 (엔리케 무치아노)
- 셧 업(SBS) - 모리세
- 트레이닝 데이(SBS) - 스마일리(클리프 커티스) / 팀(닉 친런드) / 학생(프랜 크랜즈)
- 오보소도(SBS) - 네도 (피에르토 포르나치아리)
- 천녀유혼(MBC)
- 토마스 크라운 어페어 (MBC) - 폴(제임스 사토) / 골챈(찰스 키팅) / 박물관 가이드(필립 더글라스)
- 폴리스 스토리(MBC) - 형사(탕진업) / 남성(여소전)
- 폴리스 스토리 2(MBC) - 경찰 간부(맥천은) / 폭파범의 동료(장오랑)
- 굿 나잇 앤 굿 럭(MBC) - 애디(맷 로스) / 앤더슨(글렌 모샤워)
- 당신이 잠든 사이에(MBC) - 달톤(제임스 크라그)
- 나비효과(MBC) - 헌터(그랜트 톰슨)
- 투모로우(MBC)
- 나쁜 녀석들(MBC)
- 브루스 올마이티(MBC) - 채널 5 기자(로버트 커티스 브라운)
- 덴젤 워싱턴의 킬링 머신(MBC)
- 라스트 모히칸(MBC)
- 아름다운 비행(MBC)
- 플레드(MBC)
- 황비홍6(MBC)
- 파고(MBC)
- 브룩 쉴즈의 사하라(MBC)
- 블루 데블(MBC)
- 퀘스트(MBC)
- 택시(MBC)
- 당신에게 일어날 수 있는 일(MBC)
- 피고인(MBC)
- 러시아워(MBC)
- 탑건(MBC)
- 파인딩 포레스터(SBS)
- 스트레이트 슈터(MBC)
- 낭만풍폭(MBC)
- 윈스턴 처칠의 젊은 시절(MBC)
- 옹박(MBC) - 던
- 사랑과 영혼(MBC)
- 콘헤드 대소동(MBC) - 오토
- 리전에어(MBC) - 줄로(조 몬타나)
- 프랭키와 쟈니(MBC)
- 데블스 오운(SBS)
- 겨울 전쟁(MBC)
- 플래시댄스(MBC)
- 체인 리액션(MBC)
- 황비홍(MBC)
- 왓처(MBC)
- 인도차이나(MBC)
- 스타워즈 에피소드 4(MBC) - 빅스(게릭 헤이건) / 술꾼(알피 커티스)
- 캐릭터(MBC)
- 윌로우(MBC)
- 닌자 거북이2(MBC)
- 로스트 인 스페이스(MBC)
- 캐스퍼와 웬디(MBC)
- 나 홀로 집에 3(MBC)
- 블레이드(MBC)
- 라이언 일병 구하기(MBC) - 드윈트 중위(릴런드 오서) / 토인비(딜런 브루노) / 군인(애덤 쇼)
- 스폰(MBC)
- 미션 임파서블(MBC) - CIA 경비원(랜달 폴)
- 키스 더 걸(MBC) - 윌리엄 루돌프 (토니 골드윈)
- 스크림2(MBC)
- 제이슨X(SBS) - 웨일랜더 (더윈 조던)
- 컵(MBC)
- 장화 신은 고양이 디 오리지널 - 장화신은 고양이
- 패트리어트 게임(MBC)
- 나 홀로 집에 2(SBS) - 호텔 직원(롭 슈나이더)
- 마우스 헌트(SBS) - 기업인 (마리오 캔톤) / 세무서 직원(에릭 포픽)
- 크루얼 죠스(MBC)
- 라스트 런(MBC) - 마르코(다비드 버메스)
- 비틀쥬스 (MBC) - 목사(토니 콕스)
- 딥 임팩트 (MBC) - 거스(존 패브로)
- K2(MBC)
- 스파이더맨: 뉴 유니버스 - 피터 파커 / 스파이더맨 누아르 (니콜라스 케이지)

### 게임
- 진 삼국무쌍 2 - 감녕

### TV 광고
- 한국통신프리텔
- 르까프 (화승)
- LG IBM PC
- n016 (KT)
- 한솔PCS
- 삼성그룹
- 기아 레토나 (기아자동차)

### 내레이션
- 시크릿 와일드(NGC)
- 사악한 본능의 야수, 늑대(NGC)
- 아메리카 애니멀 빅5(NGC)
- 지상 최고의 파이터 회색곰(NGC)
- 몬스터 헌터(NGC)
- 둠스데이 프레퍼스(NGC)
- 넘버스 게임(NGC)
- 몬스터 피쉬4(NGC)
- 아프리카의 심장, 콩고(NGC)
- 곰의 왕국 - 회색곰의 사투(NGC)
- 인간과 치타의 대결(NGC)
- 아프리카 야생동물 구조작전 - 들개편(NGC)

### 웹 시리즈
- 로키 - 모비우스(오언 윌슨)

## 같이 보기
- 문화방송
- 문화방송 성우극회